# Samba-choro

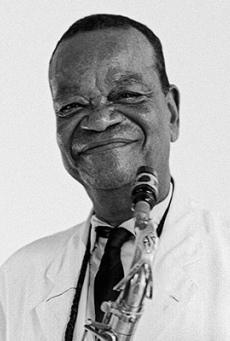
Pixinguinha vers 1935.

La samba-choro est un sous-genre musical né à Rio de Janeiro dans les années 1930,, résultant de la fusion d'éléments rythmiques et de la formation instrumentale de la samba avec le choro, deux genres musicaux de la musique populaire brésilienne, mais avec un tempo medium et des paroles,. La samba-choro comprend à la fois des samba-choros chantées (généralement simplement appelées sambas) et instrumentales (généralement simplement appelées choros).
Créé par l'industrie musicale brésilienne, la samba-choro a été lancée avec Amor em Excess, de Gadé et Valfrido Silva, en 1932,.
L'une des chansons les plus populaires de ce sous-genre est Carinhoso, de Pixinguinha. Enregistrée à l'origine sous forme de choro en 1917, cette composition a reçu des paroles et a été relancée deux décennies plus tard, avec la voix d'Orlando Silva, et a obtenu un grand succès commercial.
Au cours de la décennie suivante, le cavaquiniste Waldir Azevedo a popularisé le chorinho, une sorte de samba instrumentale au rythme rapide. Selon le critique musical Tárik de Souza (pt), la samba-de-breque est une variante du sous-genre de fusion de la samba-choro.
Quelques exemples de samba-choro :
- Aí, seu Pinguça, de Pixinguinha
- Carinhoso, de Pixinguinha
- Conversa de Botequim, de Noel Rosa
- Bole Bole, de Jacob do Bandolim
- Gostosinho, de Jacob do Bandolim
- Bolinha de Papel, de Geraldo Pereira
- Falsa Baiana, de Geraldo Pereira
- Meu Caro Amigo, de Chico Buarque
- Uva de caminhão, de Assis Valente